# Estadio 23 de Agosto
Estadio 23 de Agosto, nazywany również Estadio La Tacita de Plata – wielofunkcyjny staldion w San Salvador de Jujuy w Argentynie. Obecnie głównie używany jest do organizacji meczów piłkarskich. Na stadionie swoje spotkania rozgrywa Gimnasia y Esgrima Jujuy.